# تئا شاروک
تئا شاروک (به انگلیسی: Thea Sharrock) زاده ۱۹۷۶ میلادی کارگردان تئاتر و فیلم انگلیسی است. در سال ۲۰۰۱، هنگامی که ۲۴ سال سن داشت، مدیر هنری پلی‌هاوس ساوث‌وارک (Playhouse Southwark) در لندن شد. او جوان‌ترین کارگردان هنری تئاتر انگلیس بود.

## سنین جوانی و تحصیل
شاروک از والدین روزنامه نگار در لندن به دنیا آمد اما بخشی از دوران کودکی خود را در کنیا گذراند. او از نه سالگی در مدرسه تئاتر آنا اسکر شرکت کرد. 
پس از تحصیلات متوسطه ، شاروک یک سال فاصله را در کار تئاتر گذراند. او ابتدا مدیریت در تئاتر بازار در ژوهانسبورگ را بر عهده داشت جایی که قبل از بازگشت به انگلستان، در آنجا به عنوان دستیار شخصی در تئاتر ملی سلطنتی نیز اجازه کارگردانی مستقیم را داشت. 
سپس فلسفه را در آکسفورد فرانسه خواند. او در حالی که در آنجا یک دانشجو بود، رئیس دراماتیک انجمن آکسفورد نیز بود.  

## تلویزیون
در سال ۲۰۱۲، وی کارگردانی تام هیدلستونرا در نمایش‌نامه هنری پنجم به عنوان بخشی از مینی سریال بی‌بی‌سی <i id="mwTg">انجام داد</i> . 

## سینما
اولین فیلم بلند سینمایی شاروک در سال ۲۰۱۴ من پیش از تو (فیلم) اقتباسی از رمان من پیش از تو (رمان)بود. این فیلم در سال ۲۰۱۶ اکران شد و ۲۰۷ میلیون دلار کل دنیا را فروش داشت.  او هم اکنون براساس رمان ایوان منحصربه‌فرد در حال کارگردانی پروژه بعدی خود ایوان منحصربه‌فرد (فیلم) است. 

## زندگی شخصی
شاروک با یک مدیر تولید بنام پاول هندلی ازدواج کرده است. که او دو پسر دارد.  دنیل ردکلیف پدر آن پسران است. 